# Eugen Korschelt
Eugen Korschelt (28. september 1858 i Zittau – 28. december 1946 i Marburg) var en tysk zoolog.
Korschelt blev 1885 docent i zoologi i Freiburg i. Br., 1887 i Berlin, samt endelig 1893 professor i zoologi og sammenlignende anatomi i Marburg, en stilling, i hvilken han har haft lejlighed til at samle om sig talrige elever, der har nydt godt af hans udstrakte kundskaber. 
Korschelt, der blandt sin tids zoologer indtog en fremragende plads, har udgivet en anselig række arbejder, navnlig over de lavere dyrs udviklingshistorie; han har således behandlet både pighuder, orme, leddyr og bløddyr. 
I forbindelse med Karl Heider var han forfatter til Entwicklungsgeschichte der wirbellosen Tiere (1890—1910). Betydningsfuldt for sin tid var også det mindre arbejde: Über Regeneration und Transplantation (1907). Siden 1904 redigerede Korschelt endvidere "Zoologischer Anzeiger".